# Lijst van Amstelveners
De chronologische lijst van Amstelveners bevat bekende personen die binding hebben of hadden met een van de Noord-Hollandse plaatsen Amstelveen of Nieuwer-Amstel.

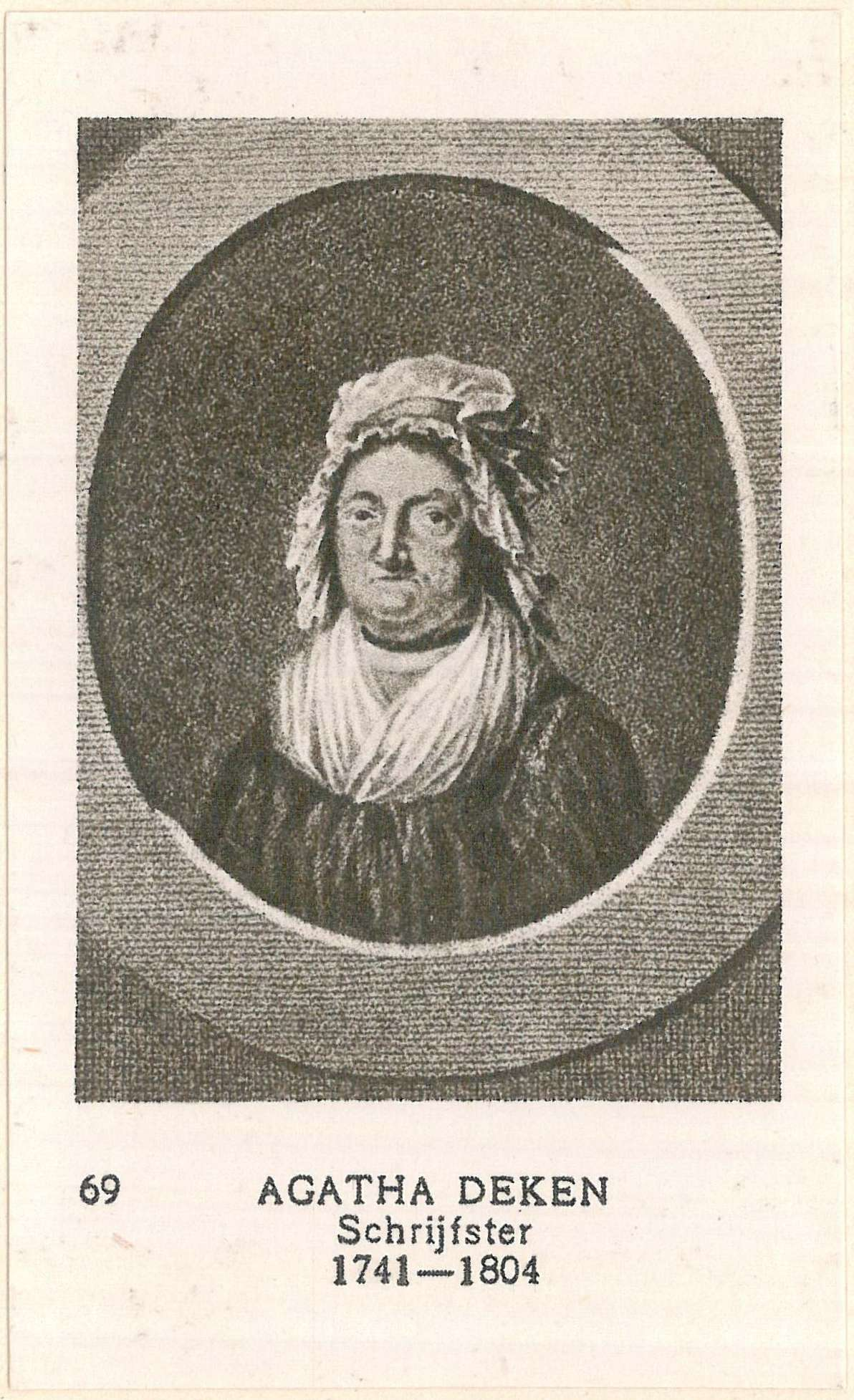
Aagje Deken (*1741)

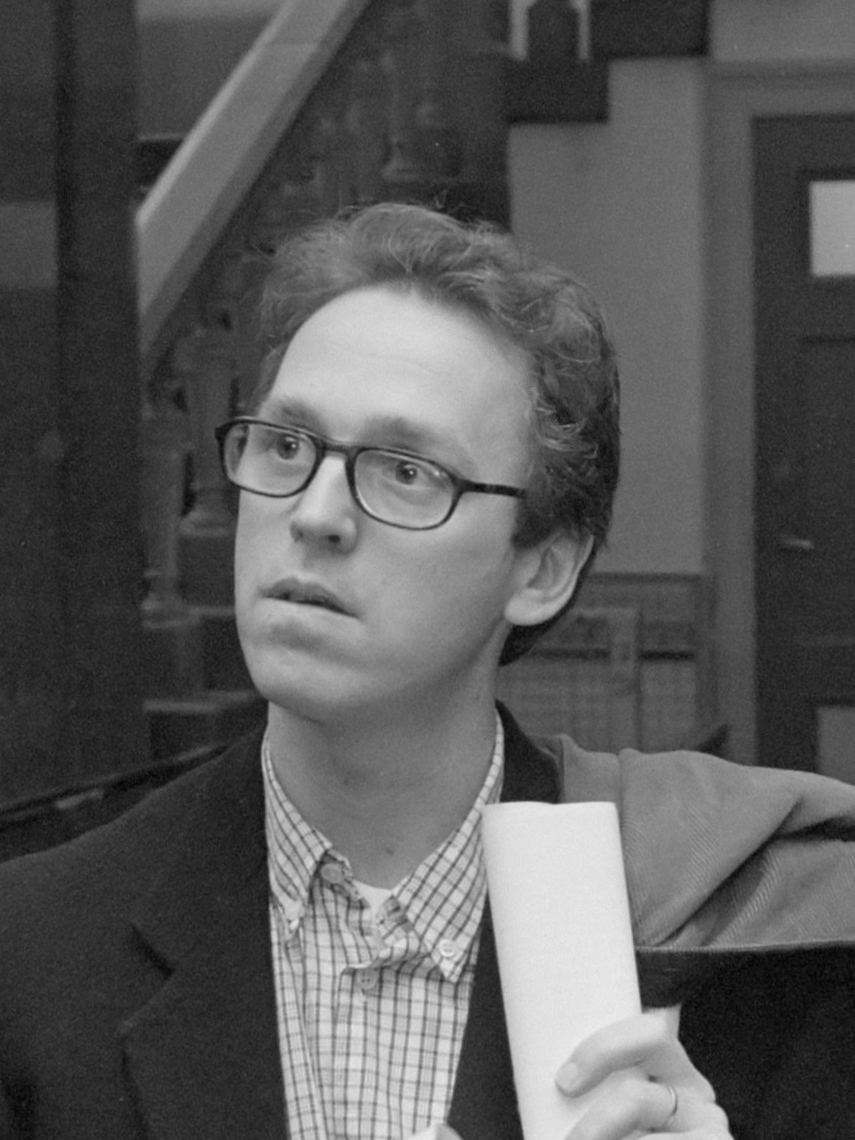
Derk Sauer (1952–2025)

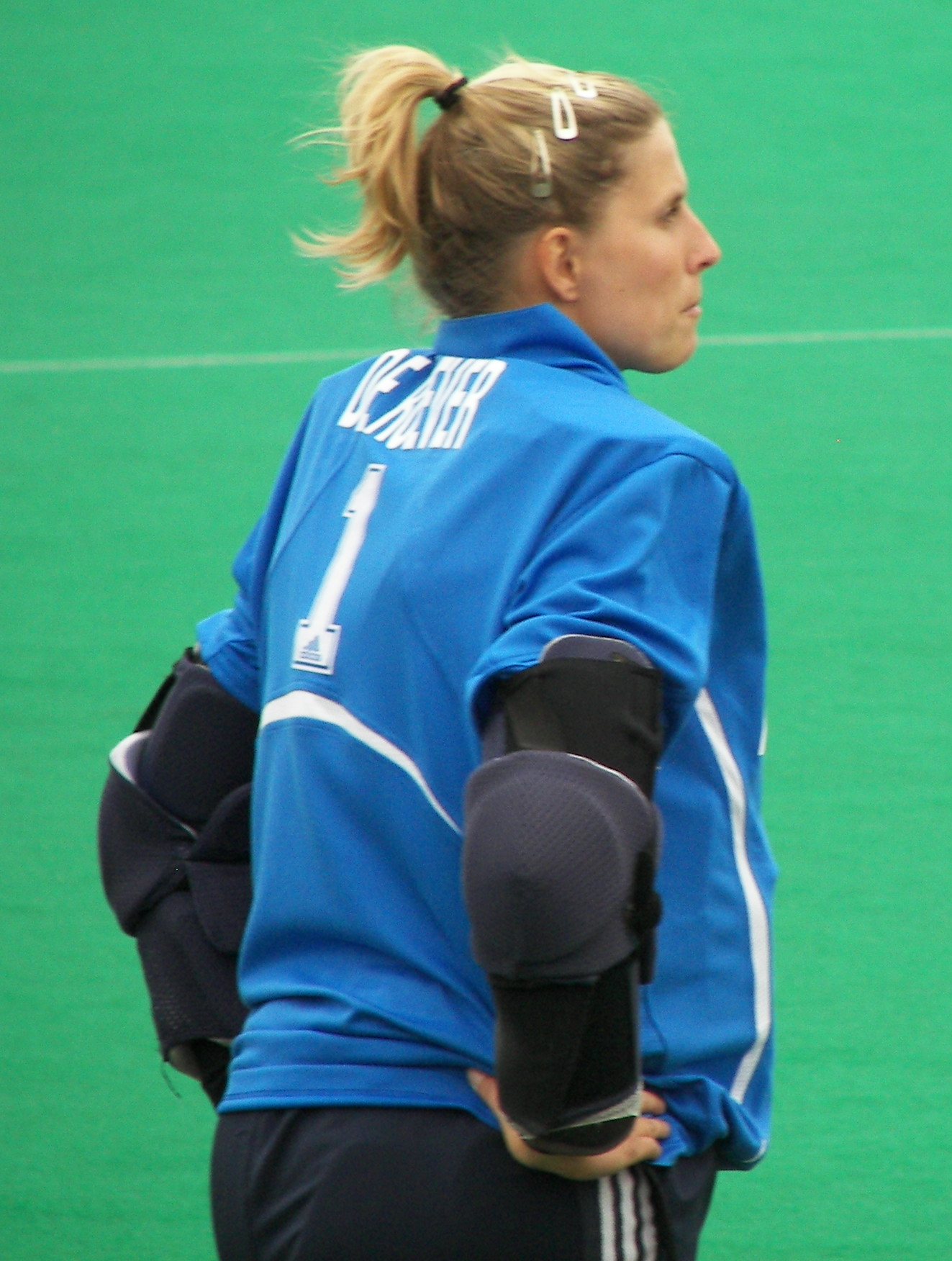
Lisanne de Roever (*1979)

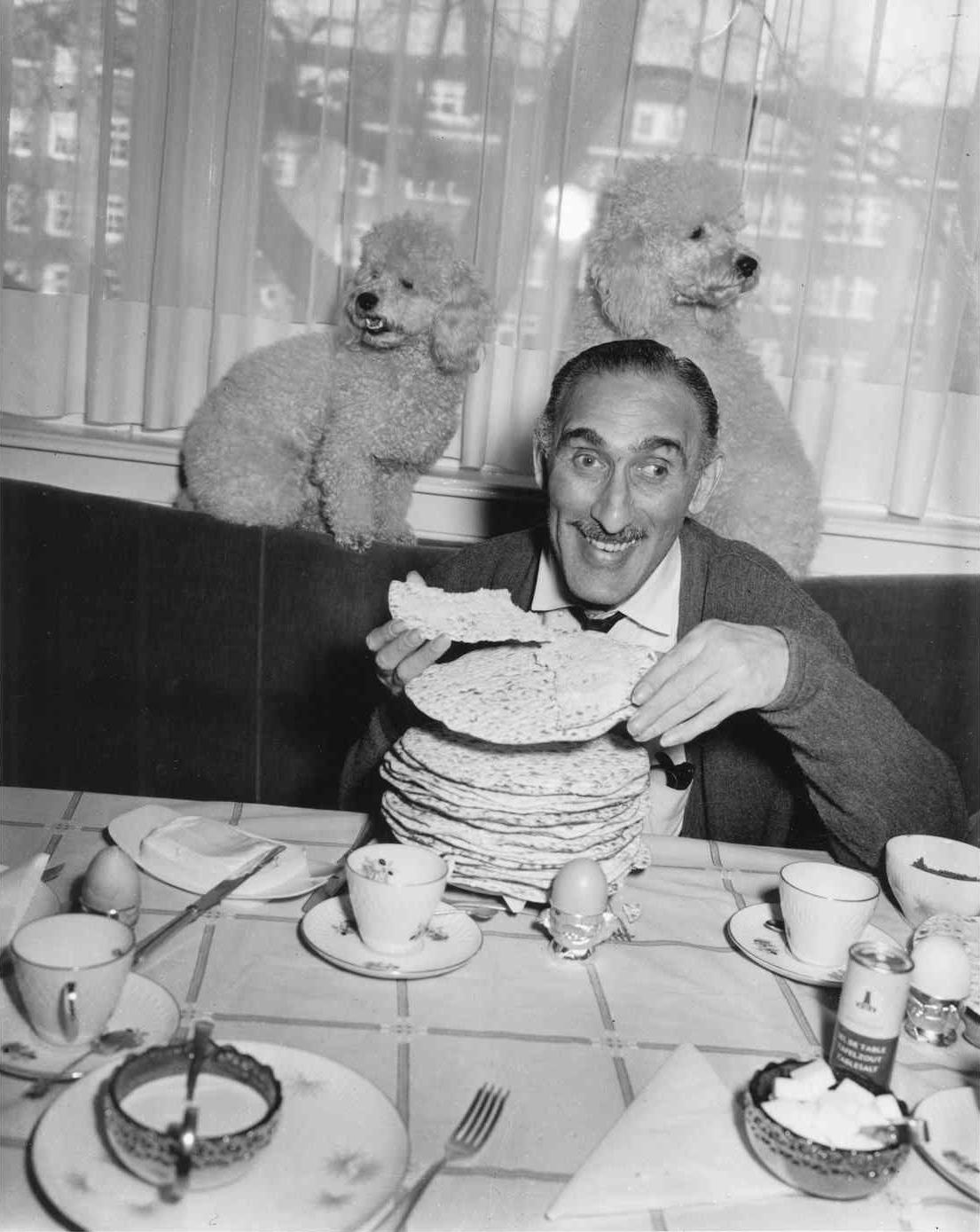
Max Tailleur (1909–1990)

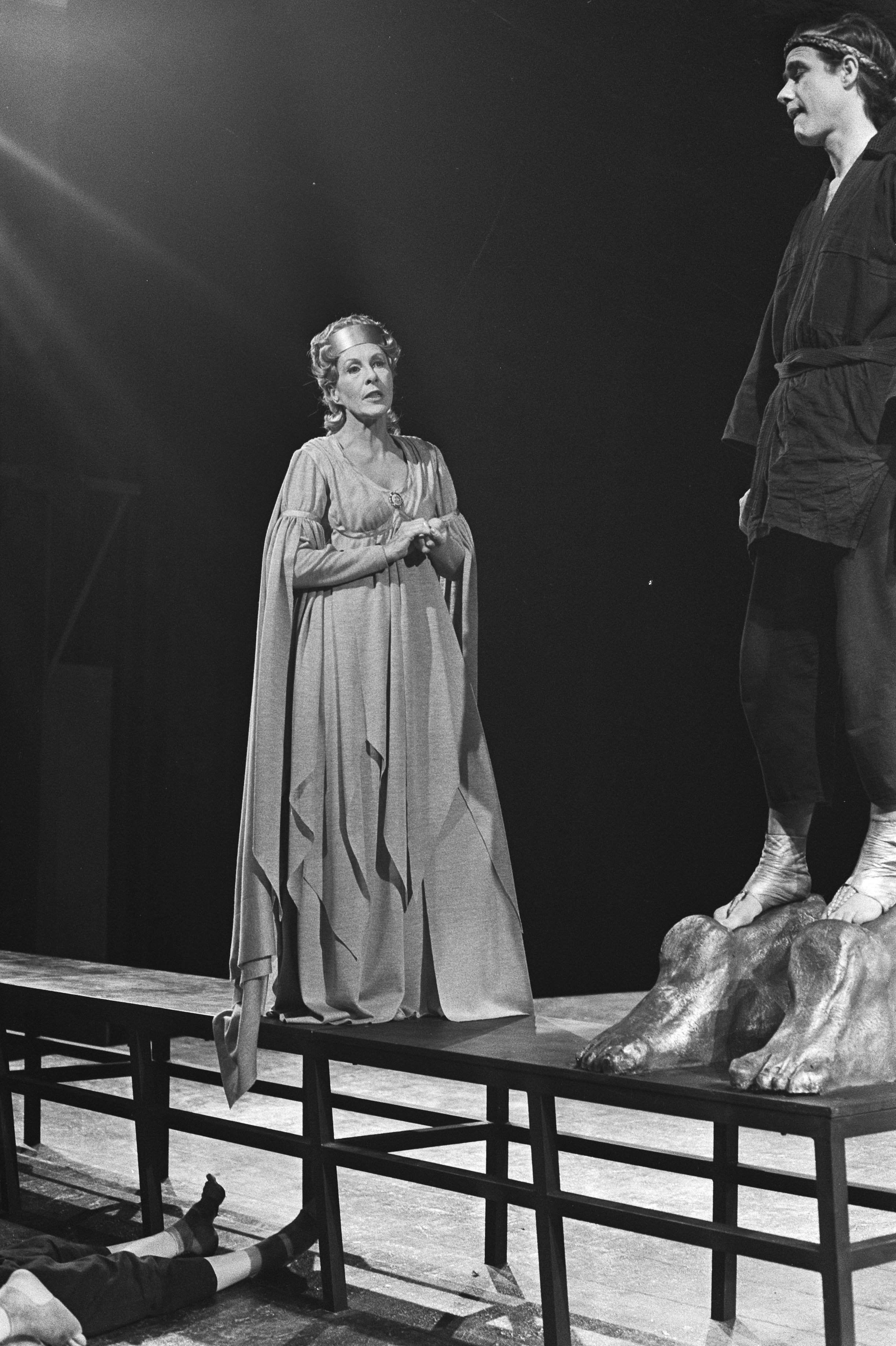
Josephine van Gasteren (1917–1989)

## Geboren

### Geboren ten tijde van deAmbachtsheerlijkheid van Amstelveen en Nieuwer-Amstel
- Aagje Deken (1741–1804), schrijfster
- Johannes Kinker (1764–1845), dichter
- Antonie Frederik Zurcher (1787–1872), wapentekenaar

### Geboren in de voormalige gemeenteNieuwer-Amstel(1814–1963)
- Henk Robijns (1883–1959), biljarter
- Jan Arnoldus Schouten (1883–1971), wiskundige en hoogleraar
- Johanna Westerdijk (1883–1961), eerste Nederlandse vrouwelijke hoogleraar
- Maria van Hove (1884–1925), schilder en etser
- Theo van der Bijl (1886–1971), componist
- Albert van Dalsum (1889–1971), acteur
- Beppie de Vries (1893–1965), operazangeres en actrice
- Tilly Perin-Bouwmeester (1893–1984), actrice
- Frits Wiersma (1894–1984), wielrenner, gangmaker
- Hans van Manen (11 juli 1932), choreograaf
- Hans Janmaat (1934–2002), politicus
- Ido Vunderink (9 mei 1935), kunstschilder
- Wilfried de Pree (30 mei 1938), politicus
- Tonny Zwollo (1942–2025), Nederlands architecte
- Iteke Weeda (1943), socioloog en hoogleraar
- Gerrie van der Klei (22 februari 1945), zangeres
- Theo Uittenbogaard (1946–2022), programmamaker
- Richard de Bois (1949–2008), drummer, songwriter en muziekproducent
- Jan Matthesius (23 juli 1950), zilversmid en sieraadontwerper
- Derk Sauer (1952–2025), journalist, uitgever en voormalig mediatycoon
- Dave Schram (23 augustus 1958), filmproducent en regisseur
- Mathilde Santing (24 oktober 1958), zangeres
- Arend Jan Boekestijn (27 september 1959), historicus, columnist en politicus
- Hans Nijland (12 mei 1960) sportbestuurder
- Dorijn Curvers (10 januari 1961), actrice
- Jules Maaten (17 april 1961), politicus
- Sander Kollaard (1961), schrijver
- Paul Jan van de Wint (11 mei 1962), programmamaker, cameraman en presentator
- Antoinette Beumer (2 augustus 1962), regisseuse en schrijfster
- Marjolijn Touw (1 oktober 1962), zangeres en actrice
- Rob van Essen (25 juni 1963), schrijver
- Joram Lürsen (11 augustus 1963), regisseur
- Jolanda de Rover (10 oktober 1963), zwemster

### Geboren in de gemeente Amstelveen (1964–heden)
- Gijs Donker (28 maart 1964), kunstschilder
- John Bosman (Bovenkerk, 1 februari 1965), voetballer
- Famke Janssen (5 november 1964), filmactrice
- Stefan Hulman (27 januari 1966), politicus, burgemeester
- Marjolein Beumer (27 oktober 1966), actrice, scenarioschrijfster
- Ruben Lürsen (14 februari 1968), acteur
- Walter van den Berg (1970), schrijver
- Bert van Oostveen (30 oktober 1970), voetbalbestuurder
- Jorinde Moll (26 mei 1971), presentatrice
- Joost Taverne (22 september 1971), politicus
- Michael Reiziger (3 mei 1973), voetballer
- Danai van Weerdenburg (1 augustus 1976), politica en juriste
- Mara van Vlijmen (15 februari 1979), actrice
- Lisanne de Roever (6 juni 1979), hockeyinternational
- Michiel Huisman (18 juli 1981), acteur
- Marlies Smulders (22 februari 1982), roeister
- Dave Vos (24 april 1982), voetbaltrainer
- Tessa Bremmer (5 juli 1983), handbalster en handbalcoach
- Kimberley Klaver (20 december 1985), actrice
- Robbert Schilder (18 april 1986), voetballer
- Reinier Saxton (10 februari 1988), golfspeler
- Tessa Schram (18 oktober 1988), actrice
- Lisa Loeb (31 mei 1989), cabaretière, zangeres, presentatrice en schrijfster
- Camilla Dreef (21 november 1989), ecologe en tv-presentatrice
- Sosha Duysker (1991), tv-presentatrice, actrice, verslaggeefster, redactrice, zangeres en sidekick
- Roland Bergkamp (3 april 1991), voetballer
- Tatjana Almuli (27 april 1991), schrijfster en journalist
- Mitchell te Vrede (7 augustus 1991), voetballer
- Quinten Schram (29 juli 1992), acteur
- Kira Toussaint (22 mei 1994), zwemster
- Mickey van der Hart (13 juni 1994), voetbaldoelman
- Norbert Alblas (12 december 1994), voetbaldoelman
- Danny Bakker (25 januari 1995), voetballer
- Bob uit Zuid (1995), rapper
- Mandy Hoogenboom (13 februari 1996), handbalster
- Mats Valk (4 mei 1996), voormalig wereldrecordhouder speedcubing
- Martin Garrix (14 mei 1996), diskjockey
- Katja Snoeijs (31 augustus 1996), voetbalster (Everton)
- Julia Sinning (18 oktober 1996), model
- Teun Bijleveld (27 mei 1998), voetballer
- Koen Blommestijn (14 oktober 1999), voetballer
- Tijmen van Loon (20 maart 2001), baanwielrenner
- Wessel Mouris (30 december 2002), wielrenner
- Isabel van den Berg (2 februari 2005), atlete

## Overleden
- Lou Dijkstra (1909–1964), arts en schaatser
- Max Tailleur (1909–1990), moppentapper
- Henri Knap (1911–1986), journalist, schrijver en verzetsstrijder
- Arjen Nawijn (1912–2006), politicus
- Rinus Bijl (1913–1961), voetballer
- Eddy Christiani (1918–2016), gitarist, zanger, componist en tekstschrijver
- Rudolf Worm (1919-1989), vormgever en ontwerper
- Jan Kassies (1920–1995), cultuurfilosoof en politicus
- Jetty Paerl (1921–2013), zangeres en cabaretière
- Bob Verstraete (acteur) (1921–1993), Belgisch acteur, regisseur en scenarioschrijver
- Ad van de Gein (1922–2014), pianist en zanger
- Andrea Domburg (1923–1997), actrice
- Ria Joy (1924-2001), zangeres
- Harry Kuitert (1924–2017), theoloog
- Ab Abspoel (1925-2000), acteur
- Pieter Goemans (1925–2000), componist en tekstschrijver
- Klaas Bakker (1926-2016), voetballer
- Albert Hanken (1926-2016), natuurkundige
- Hans Caro (1928–1972), roeier
- Harry Mooten (1928–1996), accordeonist
- Wim Bary (1929-2010), acteur, regisseur en theaterdirecteur
- Tjakko Hazewinkel (1932–2002), architect
- Piet Boukema (1933–2007), politicus en rechtsgeleerde
- Peter Post (wielrenner) (1933–2011), wielrenner en ploegleider
- Frans Schoofs (1939-2004), tafeltennisser
- Vic Bonke (1940-2022), politicus
- Bep van Houdt (1940–2017), sportjournalist, tennisverslaggever
- Mient Jan Faber (1940-2022), vredesactivist, oud-secretaris van het IKV en bijzonder hoogleraar
- Harry van den Bergh (1942–2020), politicus
- Aranka Goijert (1941-2022), politica
- Harry Kamphuis (1943-2022), politicus
- Jaap Dekker (1947–2020), componist, muzikant
- Gerard Klaasen (1951–2022), journalist
- Gerrie Kleton (1953–2006), voetballer
- Atzo Nicolaï (1960–2020), politicus
- Dara Faizi (1988-2013), cabaretier en stand-up comedian

## Woonachtig geweest
- Koos Landwehr (1911–1996), botanisch tekenaar
- Josephine van Gasteren (1917–1989), actrice
- Jetty Paerl (1921–2013), zangeres
- Armando (1929–2018), kunstschilder, beeldhouwer, dichter, schrijver, violist, acteur, journalist, film-, televisie- en theatermaker
- Piet Boukema (1933–2007), rechtsgeleerde, politicus
- François Boulangé (1953-2021), presentator, regisseur, producent
- Sjoukje Dijkstra (1942-2024), kunstschaatsster en goudenmedaillewinnares